# Patrick Haberland
Patrick Haberland, né le 30 décembre 1975, est un coureur cycliste mauricien.

## Biographie
Patrick Haberland commence le cyclisme à l'âge de treize ans. Ancienne figure du cyclisme mauricien, il remporte à deux reprises son championnat national ainsi que le Tour de Maurice,. Il a également couru chez les amateurs en France, à l'US Talence puis à l'Albi VS. 
En 1998, il gagne deux médailles d'or aux Jeux des îles de l'océan Indien, sous les couleurs de Maurice. Il participe également aux Jeux du Commonwealth de Kuala Lumpur. Meilleur représentant de son pays, il termine quatorzième du contre-la-montre individuel, sur 46 concurrents classés. Il décide ensuite de mettre un terme à sa carrière cycliste, à vingt-trois ou vingt-quatre ans,.
Devenu entrepreneur, il crée en 2000 l'entreprise Yemaya Adventures, impliquée dans l'écotourisme sur l'île Maurice. Elle organise diverses activités comme le kayak en mer, le VTT ou des randonnées pédestres. Il continue la compétition au milieu des années 2000, mais seulement en VTT.

## Palmarès
- 1995
  - 2e du Tour de Maurice
- 1996
  - Tour de Maurice
- 1998
  -  Médaillé d'or du contre-la-montre aux Jeux des îles de l'océan Indien
  -  Médaillé d'or de la course par équipes aux Jeux des îles de l'océan Indien
  - Tour de Maurice